# Ruivães (Vieira do Minho)
Ruivães era una freguesia portuguesa del municipio de Vieira do Minho, distrito de Braga.

## Geografía
Asentada en una ladera de la serra da Cabreira, Ruivães se sitúa en la margen izquierda de los ríos Rabagão y Cávado y su territorio es atravesado por el corto río Saltadouro, afluente, como el primero, del Cávado.
En el territorio de la antigua freguesia se encuentra el Alto de Talefe, pico más elevado de la sierra de la Cabreira, con una altitud de 1262 metros, cuya cima, relativamente llana, está ocupada por el parque eólico de Cabreira.[cita requerida]
Ruivães engloba los lugares de Arco, Espindo, Frades, Honras (Botica, Santa Leocádia, Soutelos y Paradinha), Picota, Quintã, Vale, Vila y Zebral.

## Historia
Llamada antiguamente Vilar de Vacas y perteneciente a la Casa de Braganza, Ruivães fue vila y sede de un concelho independiente, que quedó extinguido el 31 de diciembre de 1853, pasando las diez freguesias que lo componían al concelho de Montalegre, excepto Ruivães y Campos, que quedaron integradas en el de Vieira do Minho.
Freguesia eminentemente rural, afectada por un intenso proceso de despoblación (en 1950 tenía aún 1927 habitantes), la freguesia fue suprimida el 28 de enero de 2013, en aplicación de una resolución de la Asamblea de la República portuguesa promulgada el 16 de enero de 2013 al unirse con la freguesia de Campos, formando la nueva freguesia de Ruivães e Campos.

## Patrimonio
- Puente medieval de Mizarela (o dos Frades), sobre el río Rabagão, compuesto de un solo arco de 13 metros de vano y reconstruido a principios del siglo XIX, antes de que en 1809 las tropas del mariscal Soult lo cruzaran huyendo de la persecución del Duque de Wellington. El puente es escenario de diversas leyendas locales conservadas hasta hoy.[3][4]
- Pelourinho de Ruivães, emblema de su antigua autonomía municipal, erigido probablemente en el siglo XVI.[5]
- Iglesia parroquial de Ruivães
- Capilla de San Pedro, en Zebral